# Францезе, Джон
Джон Францезе (итал. John "Sonny" Franzese; 6 февраля 1917 года — 24 февраля 2020) — американский гангстер итальянского происхождения, член и один из боссов преступного клана Коломбо.

## Биография
Францезе родился в Неаполе, Италия, в семье Кармине Францезе и Марии Корволы 6 февраля 1917 года, согласно Федеральному бюро тюрем. Его родители уже ранее мигрировали в Соединенные Штаты, но находились в Италии с визитом во время его рождения. Через шесть месяцев его семья вернулась вместе с ним в свой дом в Гринпойнте, Бруклин; его отец держал там пекарню. Его мать дала ему прозвище «Сынок» («Sonny») в юном возрасте.
В конце 1930-х Францезе работал под началом Джозефа Профачи, босса преступного клана Профачи (позже названного преступным кланом Коломбо). Впервые он был арестован в 1938 году за нападение. В 1942 году, в разгар Второй мировой войны, он был призван в армию Соединенных Штатов, но был демобилизован позже в том же году, будучи классифицирован как «психоневротик с ярко выраженной склонностью к убийствам». В судебных документах он обвинялся в изнасиловании официантки в 1947 году, но так и не был арестован.
Францезе действовал из Нью-Йорка и Нью-Джерси и участвовал в рэкете, мошенничестве и ростовщичестве. Он также был завсегдатаем «Копакабаны» и часто встречался с такими звездами, как Фрэнк Синатра и Сэмми Дэвис-младший. Он также был поклонником бокса Рокки Грациано. В 1950 году стал работать в команде Себастьяна «Бастера» Алои, отца Винченцо Алои, будущего действующего босса семьи Коломбо. Считается, что в середине 1950-х годов Профачи возвел его в звание Капореджиме или капитана в семье Коломбо. К 1963 году босс Джозеф Коломбо назначил его младшим боссом («underboss»). В 1950-х и 60-х годах Францезе указывал свою официальную деятельность в качестве владельца химчистки в Бруклине.
С 1967 году Францезе имеет финансовые дела с новой звукозаписывающей компании Buddah Records. Францезе использовал Buddah Records для отмывания незаконных доходов мафии и подкупа диск-жокеев с помощью пэйолы. Он также начал зарабатывать деньги с помощью владельца звукозаписывающего лейбла Calla Records, Нейта МакКаллы, пока лейбл не прекратил свою деятельность в 1977 году, а МакКалла не был показательно убит в 1980 году.

## Суд и осуждения
Джон Францезе был обвинен в убийстве в 1964 году по приказу Вито Дженовезе ставшего осведомителем Эрнеста Руполо, киллера из клана Дженовезе. Руполо получил несколько огнестрельных и ножевых ранений, затем его ноги были прикреплены к двум бетонным блокам, а руки связаны, после чего его сбросили в бухту Джамейка. Францезе был арестован вместе с девятью другими людьми 13 апреля 1966 году, и во время суда обвинение представило записи, в которых утверждалось, что Францезе убил от 30 до 50 человек. Позже Францезе был оправдан по обвиению в убийстве.
Однако 3 марта 1967 года он был осужден в Олбани, штат Нью-Йорк, за организацию серии из четырёх ограблений банков по всей стране в 1965 году и, наконец, приговорен судьей Джейкобом Мишлером к 50 годам тюремного заключения в тюрьме Соединенных Штатов в Ливенворте в 1970 году, после того, как несколько апелляций были отклонены. Его сын Майкл утверждал, что, когда Мишлер приговорил его отца, Францезе заявил: «Смотри. Я отсижу все 50 и выйду, надеюсь ты увидишь, а не умрешь раньше этого времени». Племянник Францезе, Сальваторе Францезе, как сообщается, возглавлял игорную деятельность Францезе, пока Францезе находился в тюрьме. В 1978 году Францезе был освобожден условно-досрочно, но вернулся в тюрьму в 1982 году за нарушение условий досрочного освобождения. В 1984 году Францезе снова был условно-досрочно освобожден. До 2008 года ему ни разу не предъявили обвинений в других преступлениях, хотя он возвращался в тюрьму за нарушение условно-досрочного освобождения как минимум шесть раз.

## Мастер-класс по убийствам
В 2006 году Францезе обсуждал технику убийств с Гаэтано «Гаем» Фатато, соратником Коломбо, не понимая, что Фатато был правительственным информатором и записывал разговор на пленку. Францезе сказал Фатато:
«Я убил много парней — речь идет не о четырёх, пяти, шести, десяти.»
Францезе также сказал Фатато, что перед убийством он нанёс лак на кончики пальцев, чтобы не оставлять отпечатки пальцев на месте преступления. Францезе также предложил носить сетку для волос во время убийства, чтобы не оставлять на месте преступления прядки волос, которые можно было бы проанализировать на ДНК.

Наконец, Францезе подчеркнул важность правильного обращения с трупом. Его методика заключалась в том, чтобы расчленить труп в бассейне для детей, высушить отрезанные части тела в микроволновой печи, а затем пропустить части через мусоропровод промышленного уровня. Францезе заметил:
«Сегодня ты не можешь оставлять тело … Лучше потратить эти полчаса, час, чтобы избавиться от тела, чем оставить тело на улице».

## Обвинения и окончательный приговор
После лишения свободы в 2004 году Джона «Джеки» ДеРосса, Францезе снова был повышен до младшего босса семьи Коломбо в 2005 году, впервые после заключения в 1967 году Томасом Джиоэли. Однако в мае 2007 года Францезе снова вернули в тюрьму за нарушение условий досрочного освобождения. В июне 2008 года Францезе, все ещё находящемуся в заключении, было предъявлено обвинение в участии в убийствах во время Войн Коломбо в начале 1990-х годов, краже шуб в Нью-Йорке в середине 1990-х годов и участии во вторжениях в дома лиц, выдававших себя из полиции в Лос-Анджелесе в 2006.
4 июня 2008 года Францезе вместе с другими бандитами из Коломбо было предъявлено обвинение в рэкете, преступном сговоре, грабеже, вымогательстве, торговле наркотиками и ростовщичестве. 24 декабря 2008 года Францезе был освобожден из столичного центра заключения в Бруклине. По данным правоохранительных органов, Францезе оставался официальным младшим боссом семьи Коломбо.
Сын Францезе, Джон Францезе-младший, стал государственным информатором. Предположительно, Францезе-младший также был ответственен за четвёртое нарушение его отцом условий досрочного освобождения, однако, восстановил его доверие, со слезами на глазах опровергая подозрения, сказав: «Я бы никогда этого не сделал, какие бы проблемы у меня ни были». В 2005 году Францезе-младший делал записи для ФБР против своего отца. Джон Францезе-младший дважды свидетельствовал против своего отца, во второй раз его отец пытался его убить; позже он жил под защитой свидетелей. В 2010 году Францезе-младший признал, что получил 50 000 долларов от ФБР в качестве свидетеля. Он стал первым сыном бандита из Нью-Йорка, который дал показания против своего отца.
Благодаря показаниям Францезе-младшего 14 января 2011 года, 93-летний Францезе-старший был приговорен к восьми годам тюремного заключения за вымогательство у двух стриптиз-клубов на Манхэттене, проведение ростовщических операции и вымогательство у пиццерии на Лонг-Айленде. Прокуратура потребовала лишения свободы на 12 годам, в то время как адвокат Францезе просил о снисхождении в связи с различными недугами, включая частичную слепоту и глухоту, подагру, а также проблемы с сердцем и почками. В июле 2016 года Францезе было отказано в освобождении из сострадания. Францезе был выписан из Федерального медицинского центра в Девенсе, штат Массачусетс, 23 июня 2017 года в возрасте 100 лет; он был самым старым федеральным заключенным в Соединенных Штатах и единственным долгожителем, находившимся под федеральным арестом на момент своего освобождения.

## Семья и смерть
Францезе был женат на женщине, от которой у него было трое детей. Будучи женатым, Джон подружился с 16-летней Кристиной Капобианко, девушкой-сигаретой из Stork Club на Манхэттене. Кристина забеременела его сыном Майклом Францезе, поэтому, чтобы избежать скандала из-за рождения ребёнка вне брака, она вышла замуж за Фрэнка Грилло. После того, как мафия позволила Джону развестись с его первой женой, Грилло исчез, и он женился на Капобианко. Из-за этого Майкл изначально полагал, что он был усыновлен Джоном после того, как его мать развелась с Грилло, которого Майкл считал своим биологическим отцом. У него было ещё четверо детей от Капобианко. Кристина Капобианко-Францезе умерла в 2012 году. У Францезе было восемь детей, 18 внуков и шесть правнуков .
Майкл Францезе поступил на медицинские курсы в 1969 году, поскольку первоначально Джон Францезе не хотел, чтобы он был вовлечен в организованную преступность. Однако в 1971 году Францезе решил бросить колледж, чтобы помочь своей семье зарабатывать деньги, когда его отец был приговорен к 50 годам тюремного заключения за ограбление банка в 1967 году. В 1986 году Майкл был приговорен к 10 годам тюремного заключения, и был освобожден в 1994 году. В 1995 году он вернулся в Калифорнию в 1995 году и стал возрожденным христианином.
Его младший сын, Джон Францезе-младший, был связан с семьёй Коломбо, но затем стал осведомителем ФБР. 23 июня 2017 года Францезе был освобожден и вернулся домой. В 2019 году Францезе-младший встретился со своим отцом в доме престарелых, где он проживал, и помирился с ним; Джон-младший ранее добровольно покинул Программу защиты свидетелей.
Францезе умер в больнице Нью-Йорка 24 февраля 2020 года в возрасте 103 лет. Он был похоронен 28 февраля на кладбище Св. Иоанна после отпевания в церкви Кармельской Богоматери.